# Sopszka saláta
Sopszka saláta (bolgárul: шопска салата) a bolgár konyhaművészet hagyományos étele.

## Eredete
A hagyomány szerint a Szófia környéki Sop-vidék konyhájának jellemző ételeként terjedt el az egész országban, s vált annak egyik nemzeti ételévé. A Balkánon és Törökországban is közkedvelt. Vagdalt hámozott sült vagy friss paprika, paradicsom, kockára vágott uborka, vöröshagyma és petrezselyemzöld összekeverésével készítik, melyet juhsajt, napraforgóolaj és citromlé vagy borecet hozzáadásával készített öntettel ízesítenek. A hűtve tálalt ételt reszelt juhsajttal szórják meg. Hagyományosan a masztika illetve rakija alkoholos italokhoz vagy előételként fogyasztják.

## Autentikus recept
- uborka
- paradicsom
- vöröshagyma
- fokhagyma
- paprika
- reszelt fetasajt (сирене)
- olívaolaj
- borecet
- petrezselyem
- olajbogyó
- só
- bors

Az uborkát, paprikát, paradicsomot, hagymát, egyebeket kockákra vágjuk. Sózunk, borsozunk. Az olivaolajjal a zöldséget meglocsoljuk. Összekeverjük. Az egészre ráhintünk minél több szirénét (fetát).

## Fordítás
- Ez a szócikk részben vagy egészben a Schopska-Salat című német Wikipédia-szócikk ezen változatának fordításán alapul.  Az eredeti cikk szerkesztőit annak laptörténete sorolja fel. Ez a jelzés csupán a megfogalmazás eredetét és a szerzői jogokat jelzi, nem szolgál a cikkben szereplő információk forrásmegjelöléseként.